# Căutându-l pe Schwartz
Căutându-l pe Schwartz este un film românesc din 2008 regizat de Radu Gabrea. Rolurile principale au fost interpretate de actorii Elizabeth Schwartz,Yale Strom, Radu Gabrea.

## Distribuție
Distribuția filmului este alcătuită din:
- Andrea Eröss — copilul
- Radu Gabrea — El însuși
- Elizabeth Schwartz — Ea însăși